# Libor Podmol

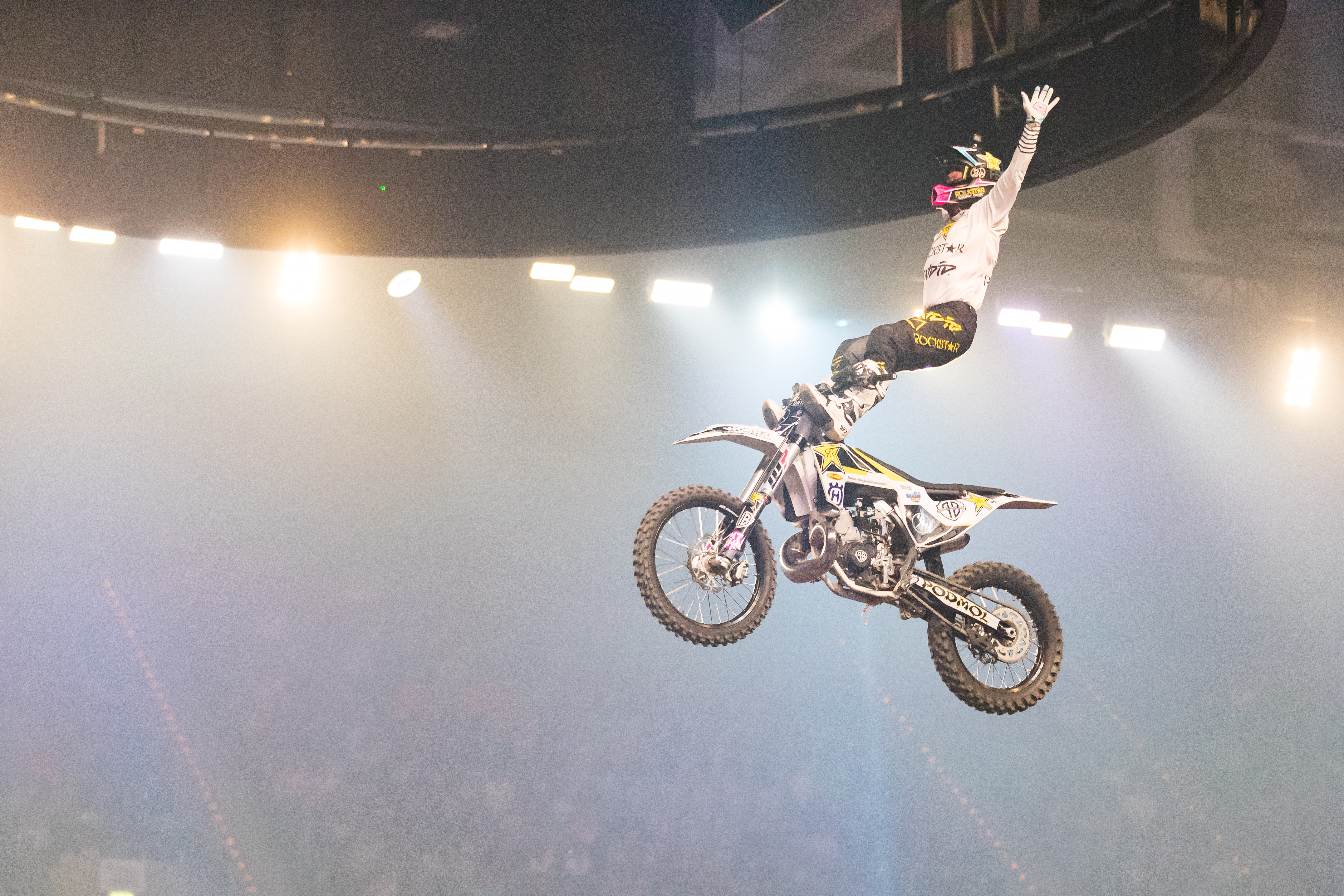
Libor Podmol bei den Night of the Jumps in Mannheim, 2018

Libor Podmol (* 1. Juni 1984 in Ostrava) ist ein tschechischer Freestyle Motocross Fahrer. Er war 2006, 2007 und 2008 Vizeweltmeister der FIM/IFMXF World Championship, bevor er am 12. Dezember 2010 in Fortaleza (Brasilien) Weltmeister wurde. 

## Karriere
Podmols Karriere begann zunächst in der tschechischen Motocross Meisterschaft, bevor er sich 2002 dem FMX verschrieb. Seitdem ist er fester Bestandteil der FIM/IFMXF Weltmeisterschaft und der Night of the Jumps Serie. Darüber hinaus hat er an einigen Veranstaltungen der Red Bull X-Fighters teilgenommen. Er fährt eine Suzuki RM 250 und beherrscht ein großes Repertoire an Backflip-Kombinationen.

## Sonstiges
Anfang 2010 verbrachte Podmol mehrere Wochen in den USA und filmte dort für eine Dokumentation mit dem Titel Tomorrow will be better, die in den tschechischen Kinos zu sehen sein soll.
In Tschechien trägt er den Spitznamen Mouka, bei den Night of the Jumps wird er häufig als Sugarboy bezeichnet.  
Podmol lebt mit seiner Freundin zusammen und wurde am 24. Januar 2010 Vater eines Sohnes Libor Joshua.

## Erfolge
- 1998: Tschechischer 80cc Motocross-Meister
- 2001: Zweiter der tschechischen Motocross-Meisterschaft und Vierter der tschechischen Supercross-Meisterschaft
- 2005: Dritter der FMX Challenge Finnland und Dritter der Israel Meisterschaft
- 2006: Zweiter bei den Edge Games in Schweden, Zweiter im World-Ranking der IFMXF, Teilnahme bei den Red Bull X Fighters Madrid, Vizeweltmeister der FIM/IFMXF Weltmeisterschaft und Auszeichnung zum Besten Europäischen Rookie von FMXawards.com
- 2007: Vizeweltmeister der FIM/IFMXF Weltmeisterschaft, Halbfinalist bei den Red Bull X Fighters Madrid/Spanien, Sieger des FIM/IFMXF Laufes der Night of the Jumps in Katowice/Polen, Zweiter der Night of the Jumps Brasilien, Gesamtsieger des Highest Air der FIM/IFMXF
- 2008: Vizeweltmeister der FIM/IFMXF Weltmeisterschaft, Teilnahme bei der Red Bull X Fighters Supersession Warschau/Polen, Zweiter beim FIM/IFMXF Lauf in Belgrad/Serbien, Dritter beim FIM/IFMXF Lauf in Fortalesa/Brasilien, Bester Run und Bestes Double bei der Horsefeathers FMX Jam 2008, Teilnahme bei den Gladiator Games in Prag/Tschechien
- 2009: Dritter der FIM/IFMXF Weltmeisterschaft, Sieger des FIM/IFMXF Laufes in Basel/Schweiz, Zweiter beim FIM/IFMXF Lauf Graz/Österreich, Dritter des FIM/IFMXF Laufes Berlin/Deutschland, Teilnahme an der BAJA 300 in Leipzig/Deutschland, Teilnahme an der Sweetspot Allstars Jam in Schweden und Teilnahme bei den Gladiator Games in Prag/Tschechien
- 2010: FIM/IFMXF Weltmeister, Erster der FIM/IFMXF Läufe in Fortalesa/Brasilien, Wien/Österreich, Ostrava/Tschechien, Berlin/Deutschland, Bern/Schweiz, Sanliurfa/Türkei, Teilnahme bei den Red Bull X Fighters in Giza/Ägypten und Mexiko-Stadt/Mexiko, Sieger des Sony Ericsson Contest in Kosice/Slowakei, Sieger der tschechischen Meisterschaft in Karlovy Vary/Tschechien, Auszeichnung zum Besten Style bei der Horsefeathers FMX Jam in Prag/Tschechien[2]
- Zweiter Sieger 2017